# Henry Roth
Henry Roth (Tysmenitz, nabij Stanislau, Galicië, 8 februari 1906 - Albuquerque, 13 oktober 1995) was een Amerikaans schrijver met een Joodse achtergrond. Zijn bekendste werk is zijn debuutroman Call it Sleep, over een jongen die opgroeit in de Lower East Side van New York.

## Leven en werk
Roth werd geboren in het voormalige Oostenrijk-Hongarije, maar emigreerde een jaar later al met zijn ouders naar de Verenigde Staten. Het Joodse emigrantenmilieu speelt een centrale rol in zijn semi-autografische debuutroman Call it Sleep (1934, Nederlandse vertaling: Noem het slaap): een soort Bildungsroman waarin met sterk psychologisch inzicht de bepalende jaren worden beschreven van de kleine, gevoelige David Schearl, die zich een plek probeert te veroveren in de bedreigende wereld van de Lower East Side van New York. De schrijfstijl is realistisch, met veel symbolische elementen. Opvallend is het gebruik van “slang”. De roman werd goed ontvangen door de toenmalige kritiek, maar raakte al snel in de vergetelheid. In 1964 bereikte een herdruk echter de bestsellerlijsten en sindsdien geldt de roman als een meesterwerk uit de Joods-Amerikaanse literatuur.
Roth werkte vanaf medio jaren dertig nog aan een tweede roman, Mercy of a Rude Stream, maar kreeg een writersblock en wist deze roman aanvankelijk niet te voltooien. Pas in 1979 pakte hij zijn oude manuscripten weer op, waarna het werk in de jaren negentig in vier delen werd gepubliceerd. Thematisch sluiten de boeken aan op Call it Sleep, opnieuw gebaseerd op autobiografische ervaringen. Wederom staat de ruwheid van het milieu waarin hij opgroeide centraal: veel onbehouwen gedrag, seksuele misstanden als incest en vervolgens de worsteling van de mannelijke hoofdpersoon, een jongeling nu, om aan de “culturele deprivatie” van zijn omgeving te ontstijgen. Erdoorheen speelt een liefdesgeschiedenis.
Roth schreef ook een aantal korte verhalen, die pas laat in zijn leven gebundeld werden, deels postuum. 
Hij was getrouwd met pianiste-componiste Muriel Parker, met wie hij twee kinderen kreeg. In 1995 kwam hij te overlijden, op 89-jarige leeftijd.